# Chebbakia (zlabia)
Ne doit pas être confondu avec Chebakia.
La chebbakia ou chebbakia rbatie est le nom donné à la zlabia marocaine dans certaines parties du pays, notamment à Rabat. Elle ressemble à une rose à pétales en forme de grillage ou de rosace et est réalisée à partir d’une pâte coulante, frite puis plongée dans un sirop de miel. Elle est connue dans d’autres régions sous la dénomination de m'kharqa (à ne pas confondre avec m'kharqa, autre nom porté par la chebbakia ou griwech).

## Préparation
La chebbakia est faite de pâte mi-liquide mi-solide qui est plus solide que la pâte à crêpes et plus liquide que la pâte à beignets. Elle est versée dans l'huile chaude d’un entonnoir spécialisé en inox avec mouvement de la main pour former une sorte de rosace enchevêtrée. Par la suite, la rose obtenue est trempée dans un sirop fait de miel. Elle a la particularité de ne pas être préparée à la maison par les ménagères mais chez le fabricant de beignets, appelé saffaj.
La texture de cette pâtisserie est légère et peu craquante, elle est notamment onctueuse et un peu coulante de l'intérieur.

## Occasions
Ce gâteau n'est préparé habituellement qu’à l’occasion des fêtes familiales ou religieuses. C’est en effet la chebbakia que l’on sert occasionnellement à la fin d’un repas de cérémonie familiale, accompagnée de boufertouna.
C'est un gâteau indispensable de la table ramadanesque où sa consommation atteint son maximum dans la médina de Rabat, et de Salé, au moment de la rupture du jeûne. À Marrakech, en revanche, elle est appelée mkharqa (ou l’m’kharqa), le mot shabbakiya y est utilisé pour désigner une préparation différente, tant au point de vue de la forme que du procédé de fabrication. Pour le cas de la ville d’Oujda, on utilise zlabia concurremment avec chebbakia pour parler de la même chose.[réf. souhaitée]
Elle est très appréciée durant le mois de Ramadan grâce à sa forte teneur en sucre qui apporte une bonne dose d'énergie après une longue journée de jeûne.
Dans la ville de Rabat, la chebbakia fait partie du cadeau que présente traditionnellement la famille de la mariée à celle du mari le septième jour des festivités du mariage[réf. nécessaire].